# Sofía Ímber
Sofía Ímber Barú OL (Soroca, 8 de mayo de 1924-Caracas, 20 de febrero de 2017) fue una periodista venezolana, promotora del arte  y fundadora del Museo de Arte Contemporáneo de Caracas.

## Biografía
Hija de Naum Ímber y Ana Barú, llegó a Venezuela en 1930, mientras su familia buscaba mejorar su precaria situación económica. Sin embargo, sus padres le brindaron una buena educación tanto a ella como a su hermana Lya, quien fuese la primera mujer en obtener un título médico en Venezuela.[cita requerida]
Durante la década de 1940, Ímber estudió tres años de medicina en la Universidad de los Andes antes de retirarse y volver a Caracas. Ya en Caracas, realizó diversas publicaciones nacionales e internacionales, y colaboró en varios artículos de periódicos y revistas de Venezuela, México, Colombia y Argentina por más de cincuenta años.
Sofía contrajo nupcias con el escritor Guillermo Meneses en 1944. De este matrimonio nacieron sus cuatro hijos: Sara, Adriana, Daniela y Pedro Guillermo. Con Meneses viajó a Europa en su calidad de miembro del servicio diplomático del gobierno del general Marcos Pérez Jiménez y fue allí donde la pareja entabló relaciones con intelectuales de izquierda y artistas venezolanos agrupados bajo el nombre de Los disidentes, entre los cuales se encontraba el pintor y escultor Alejandro Otero. Al regresar a Venezuela funda junto a su marido la revista "CAL" ( Crítica, Arte y Literatura), la cual se editó entre 1962 y 1965, y sirvió de plataforma para la difusión de la vanguardia en Venezuela, difundiendo la obra de Salvador Garmendia, Adriano González León, Esdras Parra, Rafael Cadenas, José Ignacio Cabrujas, Isaac Chocrón, Román Chalbaud, Francisco Massiani, Elisa Lerner, Rodolfo Izaguirre, Marisol Escobar, Jacobo Borges, entre otros; obtuvo el Premio Nacional de Periodismo 1965. En 1966 se divorcia y junto con su segundo esposo Carlos Rangel, comenzó a realizar el programa de televisión «Buenos Días», que se transmitió por Venevisión, dentro del maratónico matutino «Buenos Días, Venezuela». En 1988, su esposo, Carlos Rangel, se suicida. Sin embargo, ella se apareció luego de su suicidio para animar el programa, con la misma naturalidad de todos los días. Luego de esto, produjo y condujo el programa televisivo Sólo con Sofía y el programa radial La Venezuela Posible. A su vez, trabajó para reconocidos periódicos venezolanos: El Nacional, El Universal, Últimas Noticias y Diario 2001. En 1971 compila sus artículos de prensa bajo el título de Yo la intransigente (Editorial Tiempo Nuevo, Buenos Aires).

### El MACCSI

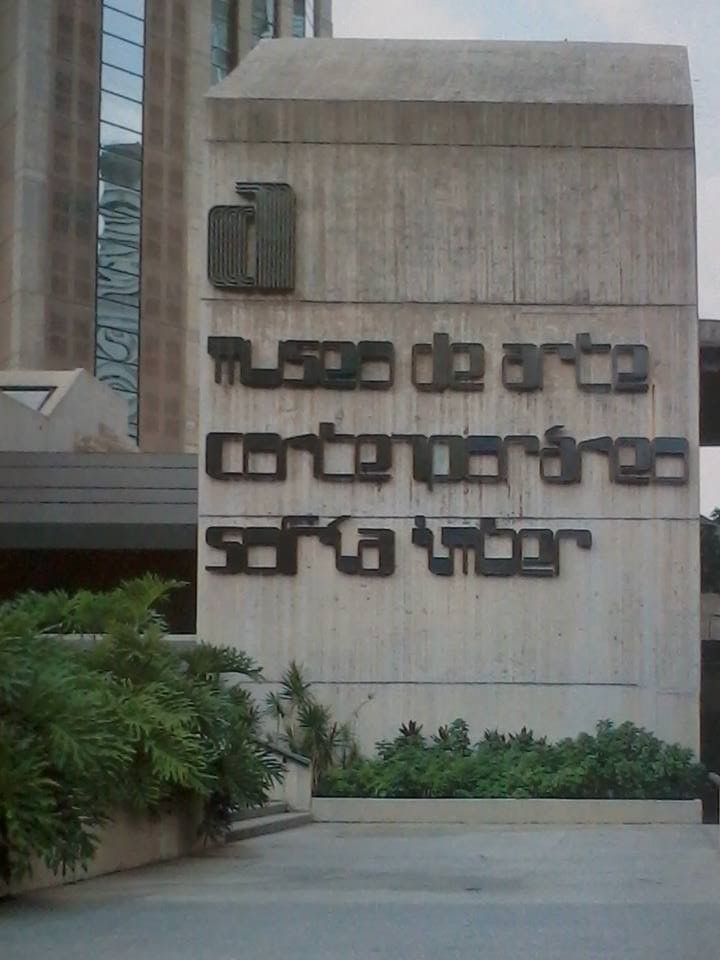
Entrada del Museo de Arte Contemporáneo cuando aún disponía el nombre de Sofía Imber.

En 1973, Sofía Ímber fundó y dirigió el «Museo de Arte Contemporáneo de Caracas Sofía Ímber» (MACCSI), actualmente Museo de Arte Contemporáneo de Caracas (MACC), donde se exhibe una colección permanente de alrededor de cuatro mil obras. Con el apoyo decidido del presidente del Centro Simón Bolívar, Gustavo Rodríguez Amengual, el museo abrió sus puertas el 20 de febrero de 1974, en ceremonia presidida por el presidente Rafael Caldera y la primera dama, Alicia Pietri. A lo largo de su gestión destacó su estrecha colaboración con Pedro León Zapata, a quién le dio el honor de ser el primer caricaturista en tener una exposición individual en un museo, con la exposición "Todo el museo para Zapata" (1975). 
En 1990, y como homenaje a su labor en la creación del mismo, el entonces presidente Carlos Andrés Pérez decreta el cambio del nombre del museo a «Museo de Arte Contemporáneo de Caracas Sofía Ímber» Durante su paso al frente del museo en particular entre el año 2002 y 2003 un total de 14 obras desaparecieron de las bóvedas del museo que en conjunto están valoradas en 500.000 dólares entre ellas obras de Henry Moore y Lucian Freud. Este hecho fue investigado recuperándose tres obras a principios del año 2003, una obra de Antonio Moya debido a un desajuste en la contabilidad y en FOGADE dos obras de Jesús Soto.
Por casi treinta años, Sofía estuvo a la cabeza del museo, en 2006  fue destituida por el presidente de Venezuela Hugo Chávez, en respuesta a su participación en la firma de una carta que criticaba el antisemitismo del entonces presidente Chávez. En aquel momento, el pintor y escultor colombiano Fernando Botero, envió cartas de protesta en su consideración.  Es conocido que, apenas pasada la destitución de Sofía Imber, comenzaron a desaparecer obras del MACC. Rumores de la época hablaban de grandes jerarcas del gobierno teniéndolas en sus casas.
La más notable de esas pérdidas de obras de arte del MACCSI fue el hurto del cuadro de Henri Matisse Odalisca con Pantalón Rojo y que fue sustituido con una copia en el marco original. Dicha sustitución fue descubierta por el Galerista Venezolano Genaro Ambrosino que denunció la venta de la pintura en el círculo de arte de Miami.  [cita requerida]El cuadro fue recuperado el 17 de julio de 2012 en un hotel de Miami por agentes encubiertos del FBI. La Odalisca con pantalón rojo pudo desaparecer de la bóveda del MACC en una época de «incertidumbre institucional», según el libro El rapto de la odalisca, que publicó en 2009 la periodista venezolana Marianela Balbi.
Dentro del crecimiento del MACCSI como meca del arte contemporáneo en Venezuela, también fundó el Museo de Arte de Coro, en la capital del Estado Falcón.

## Condecoraciones y reconocimientos
Entre los premios nacionales e internacionales, es la única mujer a quien se le ha otorgado el Premio Nacional de Periodismo de Venezuela. También recibió el Premio Nacional de Artes Plásticas de Venezuela en reconocimiento a su labor de estimuladora del proceso creativo en Venezuela.
Entre las múltiples condecoraciones y reconocimientos que ha recibido se encuentran:
- Orden Andrés Bello
- Orden del Libertador
- Medalla Picasso (primera latinoamericana en recibir este premio)
- Legión de Honor (Francia)
- Orden Mexicana del Águila Azteca (México)
- Cruz de Boyacá (Colombia)
- Orden al Mérito de la República Italiana (Italia)
- Orden de Mayo (Argentina)
- Orden al Mérito Docente y Cultural Gabriela Mistral (Chile)
- Orden de Río Branco (Brasil)
- Orden del Mérito Civil (España)
- Orden de Isabel la Católica (España)

La Universidad Católica Andrés Bello creó la Sala de Investigación «Sofía Imber y Carlos Rangel», y posteriormente instauró la Cátedra de Periodismo «Sofía Imber». La sala de investigación digitalizó todas las entrevistas que Sofía y Carlos realizaron durante su programa Buenos Días. Este archivo periodístico es reconocido como invaluable en el mundo de la comunicación social venezolana.
En 2012, la investigadora Arlette Machado publicó Mil Sofía (Editorial Libros Marcados), una semblanza-entrevista en el que Sofía relata en 253 páginas su vida y trayectoria profesional.
Sofía Ímber donó su biblioteca personal a la Universidad Católica Andrés Bello en junio de 2014. La colección consta de unos 14 mil ejemplares, los cuales serán resguardados en el Centro Cultural «Padre Carlos Guillermo Plaza» de dicho centro de estudios. En el mismo año, recibió la Medalla Páez de las Artes que le otorga The Venezuelan American Endowment for the Arts.
En abril de 2016, el Museo de Arte de Miami rindió un homenaje a Imber, por su trayectoria desarrollando el Arte Contemporáneo en Venezuela y Latinoamérica, haciendo al país como del museo que llevaba su nombre hasta recién referencia mundial en las Artes Plásticas. Falleció el 20 de febrero de 2017 a los 92 años de edad.
El 21 de febrero de 2017 le habría sido conferida la distinción doctorado honoris causa por la Universidad Simón Bolívar, en reconocimiento a su «destacada trayectoria profesional y sus contribuciones significativas al progreso social y cultural del país», distinción que no pudo ser recibida, puesto que Ímber falleció un día antes de la ceremonia a realizarse en dicha casa de estudios.